# Peio Etcheverry-Ainchart
Pour les articles homonymes, voir Etcheverry.
Peio Etcheverry-Ainchart, né en 1973 à Bayonne, est un historien du Pays basque, homme politique abertzale, et écrivain basque français de langue française. Il est aussi éditeur à la maison d'édition Elkar et conférencier de langue basque.

## Biographie
Peio Etcheverry-Ainchart est membre du parti politique abertzale Abertzaleen Batasuna, ainsi que de la coalition Euskal Herria Bai, et conseiller municipal à la ville de Saint-Jean-de-Luz au sein du groupe municipal d'opposition Herri Berri. 
Dans sa formation, Peio Etcheverry-Ainchart suit un cursus universitaire à Pau et Bordeaux, où il découvre les historiens Fernand Braudel et la « Nouvelle Histoire », Emmanuel Leroy-Ladurie (moderniste) ou Philippe Ariès qui ne s'intéresse pas seulement aux événements, mais aussi à l'évolution des mentalités, des cultures, de l'économie, aux transformations de la société.
Peio Etcheverry-Ainchart va écrire plusieurs ouvrages sur l'histoire du Pays basque dont Les 40 lieux qui font l'histoire, Louis XIV et le Pays Basque et Initiation à l'histoire du Pays Basque, des origines à nos jours. Selon lui, l'objectif des historiens est de mettre en lumière une histoire qui n'est pas évoquée dans les manuels scolaires, et pour cause, le Pays basque n'étant pas considéré comme un pays. Pour lui, il existe au moins deux livres d'histoire de référence, Histoire générale du Pays basque, en cinq tomes, de Manex Goyhenetche, et Histoire du peuple basque, de Jean-Louis Davant. « Je suis, dit-il, un enfant de Goyhenetche et de Davant. »
Au premier tour des élections législatives de juin 2012, Peio Etcheverry-Ainchart obtient 9,78 % des voix pour Euskal Herria Bai dans la sixième circonscription (Biarritz-Hendaye). Aux élections départementales de mars 2015, associé à Leire Larrasa toujours au nom d’Euskal Herria Bai dans le canton de Saint-Jean-de-Luz, il se hisse au second tour face à l’UMP et obtient 45,4%. Aux élections législatives de juin 2017, il a obtenu 6 191 voix soit 12,00 % des suffrages exprimés dans la sixième circonscription des Pyrénées-Atlantiques (secteur Biarritz - Saint-Jean-de-Luz - Hendaye).
Il est enfin connu pour son engagement dans l'organisation de désobéissance civile DEMO-Démocratie pour le Pays Basque.